# Concurs de castells de Tarragona

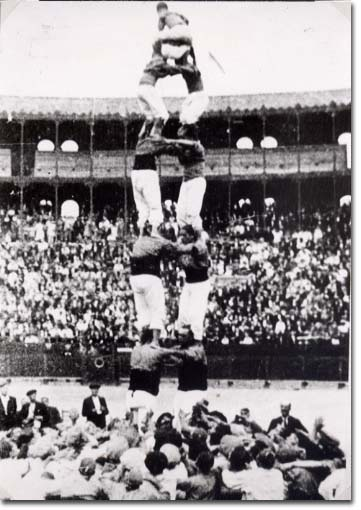
2 de 7 de la Colla Vella dels Xiquets de Valls al I Concurs de castells de Tarragona (1932)

El concurs de castells de Tarragona és un concurs de castells que se celebra cada dos anys a la Tarraco Arena Plaça de Tarragona, antigament anomenada "plaça de braus". Actualment el concurs té lloc el dissabte i el diumenge del primer cap de setmana d'octubre dels anys parells. Les bases del concurs de castells de Tarragona determinen una puntuació concreta pels castells, en funció de la seva dificultat. Els castells carregats puntuen menys que els castells descarregats, i es resten punts de penalització per diferents conceptes (assolir un castell al segon intent, no fer l'aleta, enfonsament del folre o les manilles, etc.). La suma dels tres millors castells d'estructura diferents (no es compatibilitza un 3 de 8 si s'ha carregat un 3 de 9 amb folre) determina una classificació final, en funció de la qual, les colles reben premis en metàl·lic i una copa pel vencedor. Un jurat vetlla per l'aplicació correcta de les normes del concurs. La ponderació numèrica de la dificultat dels castells, les diferències entre una i altra estructura i la major o menor diferència de puntuació entre un castell carregat o descarregat generen a cada edició una polèmica recurrent.
Objectes vinculats a algunes de les edicions del Concurs formen part del fons del Museu Casteller de Catalunya i en ell restaran exposades.

## Història
La primera edició se celebrà l'any 1932 i es va repetir el 1933, però es deixà de fer i no tingué continuïtat fins a l'any 1952, ja durant el franquisme, data a partir de la qual se celebraren biennalment tres concursos ininterromputs. Els anys 1970 i 1972 es tornaren a celebrar concursos a Tarragona, però certes polèmiques provocaren que les edicions posteriors se substituïssin per una «Manifestació Castellera» biennal sense puntuacions ni premis.
No fou fins al 1980 que es recuperà el format de concurs i es consolidà plenament, celebrant-se biennalment fins a l'actualitat, sense més interrupcions que la del 2020 pels efectes de la crisi sanitària i social provocada per la pandèmia de COVID-19. L'última edició celebrada, el XXVIII Concurs de castells de Tarragona, tingué lloc el 25 de setembre i 1 i 2 d'octubre del 2022.
Al concurs de Tarragona, organitzat pel Consell Municipal de Castells, hi eren convidades tradicionalment totes les colles del món casteller. Des de l'edició de l'any 1996, però, a causa de la quantitat creixent de colles, l'organització convidava només les quatre colles locals i totes aquelles que han descarregat el 3 de 8 abans de Sant Joan de l'any de concurs, completant el cartell amb les millors colles del món casteller fins a assolir una participació de 18 colles. Val a dir que els Minyons de Terrassa han declinat aquesta invitació any rere any, i algunes altres colles com els Bordegassos de Vilanova i els Xiquets de Reus ho han fet en algunes edicions.
Per aquesta circumstància, els Nois de la Torre, exclosos del concurs tot i haver-hi participat durant molts anys, van començar a organitzar a partir del 1997 i amb periodicitat biennal el concurs de castells Vila de Torredembarra, conegut també com a Concurset, on hi convidaven les colles amb una gamma de castells de 7 pisos i que, per tant, no assolien el nivell requerit per a ésser convidats al concurs de castells de Tarragona.
Des de l'edició de 2012, el concurs de Tarragona es dividí en dues jornades, de dissabte i diumenge, per a poder-hi incorporar un nombre més gran de colles, fins a les 32, i agilitzar-ne la durada. L'edició següent de 2014 afegí una tercera jornada celebrada el diumenge anterior a Torredembarra i coorganitzada juntament amb els Nois de la Torre i l'Ajuntament de Torredembarra, incorporant la tradició del concurs Vila de Torredembarra que quedà integrat el tarragoní. Això permeté augmentar la quantitat de colles participants fins a les 42.

## Guanyadors
Al llarg de les seves vint-i-vuit edicions, el concurs només l'han guanyat quatre colles castelleres. La següent taula mostra la relació dels guanyadors de totes les edicions.
| Any  | Campió                                                                                   | Subcampió                                                                                              | Tercer | Colles |
| ---- | ---------------------------------------------------------------------------------------- | --- | --- | ------ |
| 1932 | Colla Vella dels Xiquets de Valls 3de7, 3de7s, 2de7 (i), 2de7, 5de7, pde5; 109 punts     | Colla Nova dels Xiquets de Valls 3de7, 3de7s, 2de7 (c), 5de7, 4de8 (i), 4de8 (i), pde5; 106 punts      | Colla Vella dels Xiquets de Tarragona 3de7 (c), 4de7, 2de6, 3de6s, pde5 (i); 75 punts                                          | 4      |
| 1933 | Colla Nova dels Xiquets de Valls 5de7, 4de8, 2de7, 3de7s, 4de7a; 1.475 pessetes          | Mirons del Vendrell 5de7, 3de7s, 2de7, 4de8 (i), 4de7a, 3de7; 1.175 pessetes                           | Colla Nova dels Xiquets de Tarragona 5de7 (i), 5de7, 3de7s, 2de7 (i), 2de7 (i), 4de7a (i), 4de7, pde5 (c), 3de6s; 700 pessetes | 4      |
| 1952 | Muixerra de Valls 4d8, 2d7, 3d7ps, 3de8 (i), 3de8 (i); 2100 punts                        | | Colla Vella dels Xiquets de Valls 3de7, 2de7 (c), 3de8 (i), 3de8 (i), 3de8 (i), pde6 (i); 1300 punts                           | 5      |
| 1952 | Nens del Vendrell 2de7, 4de8, 3de7ps, 3de8 (i), 3de8 (i), 3de8 (i); 2100 punts           | | Colla Vella dels Xiquets de Valls 3de7, 2de7 (c), 3de8 (i), 3de8 (i), 3de8 (i), pde6 (i); 1300 punts                           | 5      |
| 1954 | Colla Vella dels Xiquets de Valls 2de7, 3de7ps, 4de7a, 3de8 (c), pde6 (i)                | Nens del Vendrell 4de7a (c), 3de7ps, 3de7                                                              | Colla Vella dels Xiquets de Tarragona 4de7a (c), 3de7ps, 2de6 (c)                                                              | 5      |
| 1956 | Colla Vella dels Xiquets de Valls 2de7, 3de8 (c), 3de7ps                                 | Muixerra de Valls 4de8 (c), 3de7ps, 4de7a, 3de8 (i), 2de7 (i)                                          | Nens del Vendrell 3de7ps, 2de7 (c), 4de7a, 4de8 (i)                                                                            | 5      |
| 1970 | Nens del Vendrell pde6, pde7f (c), 2de8f                                                 | Colla Vella dels Xiquets de Valls 2de8f (c), pde7f (c), pde6 (c), 4de8a (i)                            | Castellers de Vilafranca 4de8 (i), 4de8 (i), 2de7, 5de7                                                                        | 6      |
| 1972 | Castellers de Vilafranca pde6 (c), 4de8, 2de7, 3de8 (c)                                  | Colla Vella dels Xiquets de Valls 4de8 (c), 2de7, 3de7ps, pde6 (i), pde6 (i), pde7f (i)                | Colla Joves Xiquets de Valls 5de7, 4de8 (c), 4de7a, 2de7 (i), 2de7 (i), 2de7 (c)                                               | 8      |
| 1980 | Colla Joves Xiquets de Valls 4de8, 3de8, 5de8 (i), 5de8 (i), 5de8 (c)                    | Colla Vella dels Xiquets de Valls 4de8, 3de8, 2de8f, 5de8 (i)                                          | Castellers de Vilafranca 5de7, 3de7ps (i), 3de7ps, 3de7, 4de8 (c)                                                              | 16     |
| 1982 | Colla Vella dels Xiquets de Valls 2de8f, 4de8, 3de8, 4de9f (c), pde5, 5de8 (i)           | Castellers de Vilafranca 3de7ps, 4de8 (c), 2de8f (i), 2de8f, pde5, pde6 (i)                            | Xiquets de Tarragona 3de7ps, 2de7, 4de8, pde5, pde6 (i)                                                                        | 20     |
| 1984 | Colla Vella dels Xiquets de Valls 2de8f, 4de9f (c), 3de8, 5de8 (i)                       | Castellers de Vilafranca 3de8, 4de8, 2de8f, pde6 (i)                                                   | Colla Jove Xiquets de Tarragona 4de8, 2de7 (c), pde6 (c)                                                                       | 17     |
| 1986 | Colla Vella dels Xiquets de Valls 2de8f, 5de8, 3de8, 3de9f (c)                           | Colla Joves Xiquets de Valls 2de8f (c), 4de8, 3de8, 4de9f (c), 5de8 (i)                                | Castellers de Vilafranca 2de8f (i), 2de8f (c), 3de8, 4de8, 4de9f (i)                                                           | 14     |
| 1988 | Colla Joves Xiquets de Valls 3de9f (c), 2de8f, 4de9f (c)                                 | Castellers de Vilafranca 3de9f (c), 2de8f, 4de8, (4de9f (c))                                           | Colla Vella dels Xiquets de Valls 2de8f (c), 3de8, 4de8, 3de9f (i), 3de9f (i)                                                  | 18     |
| 1990 | Colla Joves Xiquets de Valls 3de9f, 2de8f, 4de8, 4de9f (i), 4de9f (c)                    | Colla Vella dels Xiquets de Valls 2de8f, 4de8, 4de9f (c), 3de7, 3de9f (i), 3de9f (i)                   | Castellers de Vilafranca 3de8, 2de8f, 4de8, 3de9f (i), 3de9f (i)                                                               | 12     |
| 1992 | Colla Joves Xiquets de Valls 3de9f, 4de9f, 5de8                                          | Colla Vella dels Xiquets de Valls 4de9f, 3de8, 2de8f, 3de9f (i)                                        | Colla Jove Xiquets de Tarragona 2de8f, 3de8, 5de7, 4de8 (i), 4de8 (i)                                                          | 20     |
| 1994 | Colla Vella dels Xiquets de Valls 4de9f, 5de8, 3de9f, 2de9fm (i)                         | Colla Jove Xiquets de Tarragona 3de9f, 4de9f (i), 4de9f, 5de8, 5de9f (i)                               | Colla Joves Xiquets de Valls 3de9f, 4de9f (c), 5de8, 2de9fm (i)                                                                | 23     |
| 1996 | Castellers de Vilafranca 3de9f, 4de8a (c), 4de9f, 2de9fm, pde8fm (i)                     | Colla Vella dels Xiquets de Valls 3de9f (c), 5de8, 2de8f, 4de9f, 5de9 (i), 2de9fm (i)                  | Colla Joves Xiquets de Valls 3de8, 4de9f, 3de9f (i), 3de9f (i), 2de8 (i), 2de8f                                                | 18     |
| 1998 | Castellers de Vilafranca 2de9fm, 4de9fa (i), 4de9fa, pde8fm (c), 5de9f (c); 26.410 punts | Colla Vella dels Xiquets de Valls 5de9f, 4de9fa (c), pde8fm (i), pde8fm (c), 4de9 (i); 26.390 punts    | Colla Jove Xiquets de Tarragona 3de9f (c), 4de9f (c), 4de8a, 4de9 (i); 16.717 punts                                            | 18     |
| 2000 | Colla Vella dels Xiquets de Valls 5de9f, 3de10fm (c), 2de8 (i), 2de9fm; 30.400 punts     | Colla Joves Xiquets de Valls 4de9 (c), 3de9f, 5de9f (i), 5de9f (i), 2de8f; 21.580 punts                | Castellers de Vilafranca 4de9fa, 3de10fm (i), 3de10fm (i), 2de8 (c), 4de9 (i); 19.617 punts                                    | 18     |
| 2002 | Castellers de Vilafranca 4de9fa, 5de9f, 3de10fm (c), 4de9 (i); 32.186 punts              | Colla Vella dels Xiquets de Valls 4de9fa (c), 5de9f, 2de8 (i), 3de10fm (2p), 2de9f (i); 18.370 punts   | Capgrossos de Mataró 2de8f, 5de8 (id), 5de8, 3de9f; 15.387 punts                                                               | 18     |
| 2004 | Castellers de Vilafranca 4d9fa, pd8fm, 2d8 (c), 3d10fm (i); 29.490 punts                 | Colla Vella dels Xiquets de Valls 5d9f (c), 4d9fa, 2d8 (i), 2d8 (i), 3d9 (i); 18.390 punts             | Colla Joves Xiquets de Valls 3d9f, 4d9f, 2d9fm (i), 4d8a (id), 4d8a (c); 17.194 punts                                          | 18     |
| 2006 | Castellers de Vilafranca 4de9fa, 5de9f, 3de10fm (i), 2de8 (c); 5.754 punts (-5)          | Colla Vella dels Xiquets de Valls 4de9fa (c), 5de9f (id), 5de9f (c), 4de9 (i), 3de9f; 3.870 punts (-3) | Colla Joves Xiquets de Valls 3de9f, 5de9f (i), 4de9f, 5de9f (i); 1.597 punts (-3)                                              | 18     |
| 2008 | Castellers de Vilafranca 4de9fa, pde8fm, 2de8 (c), 4de9 (c); 5.997 punts (-4)            | Colla Vella dels Xiquets de Valls pde8fm(c), 5de9f (c), 4de9fa (id), 4de9fa (id); 2.619 punts (-5)     | Colla Joves Xiquets de Valls 5de9f (i), 3de9f, 2de8 (i), 4de9f (c), 5de8; 2.046 punts (-6)                                     | 18     |
| 2010 | Castellers de Vilafranca 4de9fa, Pde8fm(c), 5de9f, 2de8(i); 4.795 punts                  | Colla Joves Xiquets de Valls 3de9f, 4de9f, 5de9f(c); 3.067 punts                                       | Colla Vella dels Xiquets de Valls 5de9f(c), Pde8fm(i), 3de9f, Pde8fm(i), 2de9fm(i); 2.302 punts                                | 14     |
| 2012 | Castellers de Vilafranca 4de9fa(c), 3de9fa(c), 2de8sf, 4de9sf; 15.197 punts              | Colla Joves Xiquets de Valls 3de9f, 5de9f, 9de8; 7.284 punts                                           | | 32     |
| 2012 | Castellers de Vilafranca 4de9fa(c), 3de9fa(c), 2de8sf, 4de9sf; 15.197 punts              | Colla Vella dels Xiquets de Valls 9de8, 5de9f, 4de9fa(i), 3de9f; 7.284 punts                           | | 32     |
| 2014 | Castellers de Vilafranca 4de9fa, 3de9fa, 2de8sf(c), 3de10fm(c); 6.025 punts              | Colla Vella dels Xiquets de Valls 4de9fa, 3de10fm(c), 2de8sf(c), 4de9sf(id); 5.970 punts               | Colla Jove Xiquets de Tarragona 9de8, 5de9f, 3de9fa(i), 3de10fm(c); 5.235 punts                                                | 41     |
| 2016 | Castellers de Vilafranca 3d10fm, 2d8sf(c), 4d10fm, 2d8sf(c); 7080 punts                  | Colla Jove Xiquets de Tarragona 5d9f, 3d9fa, 3d10fm(i), 9d8; 4985 punts                                | Colla Vella dels Xiquets de Valls 4d10fm(c), 3d10fm(i), 4d9sf, 3d9sf(i), 3d9sf(i); 4530 punts                                  | 45     |
| 2018 | Colla Vella dels Xiquets de Valls 4d9sf, 2d8sf, 3d10fm(c); 9690 punts                    | Castellers de Vilafranca 3d10fm, 2d8sf(c), 4d10fm(i), 2d9fm; 8070 punts                                | Colla Jove Xiquets de Tarragona 5d9f, 3d10fm(c), 9d8; 7090 punts                                                               | 45     |
| 2022 | Castellers de Vilafranca 3d10fm, 4d10fm(i), 5d9f, 4d9sf(c); 8485 punts                   | Colla Joves Xiquets de Valls 4d9sf, 2d8sf(i), 2d8sf(c), 5d9f(c); 8050 punts                            | Colla Vella dels Xiquets de Valls 2d8sf(c), 4d9sf(i), 3d9f, 4d9f; 5755 punts                                                   | 45     |
| 2024 | Castellers de Vilafranca 3d10fm, 9d9fm(id), 4d9fa(c), 9d9fm(c), 4d10fm(c); 9465 punts    | Colla Vella dels Xiquets de Valls 4d9sf, 4d10fm(i), 4d9fa(c), 4d10fm(c); 8315 punts                    | Colla Jove Xiquets de Tarragona 2d9fm, 3d10fm, 5d9f(c); 7605 punts                                                             | 42     |

### Palmarès
| Colla                             | Victòries | Edicions                                                                                               |
| --------------------------------- | --------- | --- |
| Castellers de Vilafranca          | 13        | 1972, 1996, 1998, 2002, 2004, 2006, 2008, 2010, 2012, 2014, 2016, 2022, 2024                           |
| Colla Vella dels Xiquets de Valls | 9         | 1932 (antiga Colla Vella dels Xiquets de Valls), 1954, 1956, 1982, 1984, 1986, 1994, 2000, 2018        |
| Colla Joves Xiquets de Valls      | 6         | 1933 (com a Colla Nova dels Xiquets de Valls), 1952* (com a Muixerra de Valls), 1980, 1988, 1990, 1992 |
| Nens del Vendrell                 | 2         | 1952*, 1970                                                                                            |

* El 1952 es va produir un empat i es van proclamar dues colles guanyadores.